# Machine Learning (академічний журнал)
Machine Learning — це рецензований науковий журнал, що присвячений машинному навчанню та штучному інтелекту, який видається з 1986 року. Станом на 2023 рік журнал публікується видавництвом Springer Netherlands (Spinger Nature).
Станом на 2022 рік, коефіцієнт впливовості становив 7.5. Головний редактор — Хендрік Блокіл.

## Історія
У 2001 році сорок редакторів і членів редакційної колегії Machine Learning пішли у відставку, щоб підтримати Journal of Machine Learning Research (JMLR), заявивши, що в еру Інтернету для дослідників шкідливо продовжувати публікувати свої статті в дорогому вигляді. журнали з платним доступом до архівів. Замість цього вони писали, що вони підтримують модель JMLR, у якій автори зберігають авторські права на свої документи, а архіви знаходяться у вільному доступі в Інтернеті
Після масової відставки Kluwer змінив політику видавництва, щоб дозволити авторам самостійно архівувати свої статті онлайн після рецензування.

## Вибрані статті
- J.R. Квінлан (1986). Індукція дерев рішень. Машинне навчання: 81—106. doi:10.1007/BF00116251. {{cite journal}}: Проігноровано невідомий параметр |обсяг= (довідка)
- Нік Літлстоун (1988). Швидке навчання за великої кількості нерелевантних атрибутів: новий лінійний пороговий алгоритм (PDF). Машинне навчання (4): 285—318. doi:10.1007/BF00116827. {{cite journal}}: Проігноровано невідомий параметр |обсяг= (довідка)
- Роберт Е. Шапір (1990). Сила слабкої здатності до навчання (PDF). Машинне навчання (2): 197—227. doi:10.1007/BF00116037. Архів оригіналу (PDF) за 10 жовтня 2012. Процитовано 22 лютого 2020. {{cite journal}}: Проігноровано невідомий параметр |обсяг= (довідка)
- Дж. Квінлан (1990). Вивчення логічних описів із відношень (PDF). Машинне навчання (3): 239—266. doi:10.1007/BF00117105. {{cite journal}}: Проігноровано невідомий параметр |обсяг= (довідка)
- Джон Р. Андерсон і Майкл Матесса (1992). Дослідження інкрементального байєсівського алгоритму для категоризації. Машинне навчання (4): 275—308. doi:10.1007/BF00994109. {{cite journal}}: Проігноровано невідомий параметр |обсяг= (довідка)
- Девід Клар (1994). Діти, дорослі та машини як системи відкриття. Машинне навчання (3): 313—320. doi:10.1007/BF00993981. {{cite journal}}: Проігноровано невідомий параметр |обсяг= (довідка)
- Томас Дін, Дана Анґлуін, Кеннет Бейсі, Шон Енгельсон, Леслі Каелблінг, Евангелос Коккевіс і Одед Марон (1995). Виведення кінцевих автоматів із функціями стохастичного виведення та застосування для навчання на карті. Машинне навчання: 81—108. doi:10.1007/BF00993822. {{cite journal}}: Проігноровано невідомий параметр |обсяг= (довідка)
- Люк Де Редт і Люк Дехаспе (1997). Клаузальне відкриття. Машинне навчання (2/3): 99—146. doi:10.1023/A:1007361123060. {{cite journal}}: Проігноровано невідомий параметр |обсяг= (довідка)
- C. de la Higuera (1997). Набори характеристик для граматичного висновку. Машинне навчання: 1—14. {{cite journal}}: Проігноровано невідомий параметр |обсяг= (довідка)
- Роберт Е. Шапір і Йорам Сінгер (1999). Покращені алгоритми посилення з використанням прогнозів із оцінкою достовірності. Машинне навчання (3): 297—336. doi:10.1023/A:1007614523901. {{cite journal}}: Проігноровано невідомий параметр |обсяг= (довідка)
- Роберт Е. Шапір і Йорам Сінгер (2000). BoosTexter: система для категоризації тексту на основі посилення. Машинне навчання (2/3): 135—168. doi:10.1023/A:1007649029923. {{cite journal}}: Проігноровано невідомий параметр |обсяг= (довідка)
- П. Россманіт і Т. Цойгман (2001). Стохастичне кінцеве вивчення шаблонних мов. Машинне навчання (1–2): 67—91. doi:10.1023/A:1010875913047. {{cite journal}}: Проігноровано невідомий параметр |обсяг= (довідка)
- Parekh, Rajesh; Honavar, Vasant (2001). Вивчення DFA на простих прикладах. Machine Learning. 44 (1/2): 9—35. doi:10.1023/A:1010822518073.
- Айхан Деміріз і Крістін П. Беннетт і Джон Шоу-Тейлор (2002). Посилення лінійного програмування за допомогою генерації стовпців. Машинне навчання: 225—254. doi:10.1023/A:1012470815092. {{cite journal}}: Проігноровано невідомий параметр |обсяг= (довідка)
- Саймон Колтон і Стівен Маглтон (2006). Математичні застосування індуктивного логічного програмування (PDF). Машинне навчання (1–3): 25—64. doi:10.1007/s10994-006-8259-x. {{cite journal}}: Проігноровано невідомий параметр |обсяг= (довідка)
- Вілл Брайдвелл, Пет Ленглі, Люпко Тодоровскі та Сашо Джероскі (2008). Індуктивне моделювання процесів. Машинне навчання.
- Стівен Маглтон і Аліреза Тамаддоні-Нежад (2008). QG/GA: стохастичний пошук Progol. Машинне навчання (2–3): 121—133. doi:10.1007/s10994-007-5029-3. {{cite journal}}: Проігноровано невідомий параметр |обсяг= (довідка)